# Nhân Mục Vương hậu
Nhân Mục vương hậu (chữ Hán: 仁穆王后; Hangul: 인목왕후; 15 tháng 12, 1584 - 13 tháng 8 năm 1632), hay Chiêu Thánh Đại phi (昭聖大妃), thường gọi Nhân Mục Đại phi (仁穆大妃), là Kế phi của Triều Tiên Tuyên Tổ, là mẫu hậu trên danh nghĩa của Quang Hải Quân, nội tổ mẫu trên danh nghĩa của Triều Tiên Nhân Tổ. Cuộc đời bà đầy bi kịch khi bị chính người thừa kế là Quang Hải Quân giam cầm và ngược đãi, vì bà đã sinh ra  Vĩnh Xương Đại quân, người được xem là đối thủ chính trị rất nguy hiểm của Quang Hải Quân. Cuộc đời của bà được ghi lại trong Quý Sửu nhật kí (癸丑日記), cùng với Hận trung lục và Nhân Hiển Vương hậu truyện được gọi là bộ 3 tiểu thuyết cung đình trứ danh của Triều Tiên.

## Tiểu sử
Xuất thân từ Diên An Kim thị (延安金氏), sinh ngày 14 tháng 11 (âm lịch), năm Tuyên Tổ thứ 17 tại Bàn Tùng phường (盤松坊), là con gái của Diên Hưng Phủ viện quân Kim Đễ Nam (金悌男) và Quang Sơn Phủ phu nhân Quang Châu Lư thị (光州盧氏).
Năm Tuyên Tổ thứ 35 (1602), khi vừa 19 tuổi, Kim thị trở thành Kế phi của Tuyên Tổ, ngày 13 tháng 7 chính thức cử hành đại lễ tấn phong. Sang năm sau (1603), Kim phi sinh hạ Trinh Minh Công chúa, lại sang năm 1606 thì sinh hạ Vĩnh Xương đại quân.
Sự ra đời của Vĩnh Xương đại quân giáng vào tình hình chính trị khi đó một phen chấn động, vì Vĩnh Xương đại quân là con đích tử duy nhất (con trai do Vương phi sinh ra) của Tuyên Tổ. Vào lúc này, Quang Hải Quân đã gần như được mặc định sẽ trở thành Vương thế tử, tuy nhiên sự ra đời của Vĩnh Xương đại quân khiến cục diện này của Quang Hải Quân lung lay rất nhiều.
Năm Tuyên Tổ thứ 41 (1608), Tuyên Tổ thăng hà, Kim phi trở thành Vương đại phi. Không lâu sau đó, con trai bà Vĩnh Xương đại quân cùng cha của bà Kim Đễ Nam bị Quang Hải Quân khép vào tội mưu phản và bị xử tử. Trong khi đó, các Nho sinh đồng loạt biểu tình đòi nhà vua phế bỏ Đại phi, tuy nhiên Quang Hải Quân vẫn còn lo ngại vị trí đích mẫu của bà nên tạm trấn áp.
Năm 1617, trải qua 8 năm áp đảo dư luận, Quang Hải Quân thành công đem mẹ đẻ Cung tần Kim thị truy tôn làm Cung Thánh Vương hậu, dưới sự đồng ý của triều đình nhà Minh. Như vậy, Đại phi Kim thị trở thành vương phi thứ ba của Tuyên Tổ, dưới bậc so với Cung Thánh Vương hậu nên vị trí đích mẫu của bà cũng biến mất. Quang Hải Quân dùng thế lực chính trị của mình bức ép Đại phi giam cầm ở Tây cung, tức Khánh Vận cung (慶運宮).
Năm 1622, Quang Hải Quân năm thứ 14, Bạch Đại Hành (白大珩), Lý Vĩnh Khanh (李偉卿) loạn đảng lo rằng Đại phi Kim thị còn sống thì bọn họ sẽ gặp nguy cơ chính trị lớn, bèn quyết định hành thích Đại phi vào ban đêm. May mà có một cung nữ thay thế Đại phi, do đó bà tránh được một phen mất mạng.
Năm 1623, Triều Tiên Nhân Tổ tôn làm Đại vương đại phi, tôn hiệu Chiêu Thánh Trinh Ý Minh Liệt Đại vương đại phi (昭聖貞懿明烈大王大妃).
Đại phi Kim thị trải qua một kiếp bị giam cầm, lại còn mối hận cha đẻ và con ruột bị chính Quang Hải Quân giết hại, nên bà đã điên cuồng đòi giết chết Quang Hải Quân. Bà yêu cầu phải đem đầu của Quang Hải Quân cùng con trai của ông ta đến trước mặt mình, sau đó mới bàn định chuyện Nhân Tổ lên ngôi. Triều thần phải khuyên giải hết lời, bà mới bỏ qua.
Năm Triều Tiên Nhân Tổ thứ 10 (1632), ngày 28 tháng 6 (âm lịch), Đại vương đại phi Kim thị qua đời ở Khâm Minh điện (欽明殿), Nhân Khánh cung (仁慶宮), toàn thụy hiệu là Chiêu Thánh Trinh Ý Minh Liệt Chính Túc Quang Thục Trang Định Nhân Mục Vương hậu (昭聖貞懿明烈正肅光淑莊定仁穆王后). An táng Mục lăng (穆陵).

## Hậu duệ
- Vương tử

1. Vĩnh Xương Đại quân Lý Nghĩa [永昌大君李㼁; 1606 - 1614], bị Quang Hải Quân giết hại.

- Vương nữ

1. Trinh Minh Công chúa [貞明公主; 1603 - 1685], hạ giá lấy Vĩnh An úy Hồng Trụ Nguyên (洪柱元).
2. Công chúa [公主; 1604].